# Richford (New York)
Pour les articles homonymes, voir Richford.
Richford est une ville du comté de Tioga (New York).
Sa population était de 1 172 habitants en 2010.
On y trouve la maison natale de John D. Rockefeller et de son frère William Rockefeller.

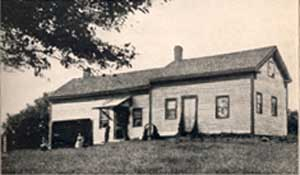
Maison natale de John D. Rockefeller